# Oed-Oehling
Oed-Oehling, Oed-Öhling – gmina targowa w Austrii, w kraju związkowym Dolna Austria, w powiecie Amstetten. Liczy 1 788 mieszkańców (1 stycznia 2014).